# 双果荠属
双果荠属（学名：Megadenia）是十字花科下的一个属，为一年生矮小草本植物。该属共有2种，一种产于蒙古，一种（双果荠）产于中国甘肃、青海。